# بیاد مساعی ایران در راه پیروزی (تمبر)
تمبر بیاد مساعی ایران در راه پیروزی در جنگ جهانی دوم تمبری است که شوروی خواست از ایران سلاح های جنگی بگیرد و به آلمان نازی لشکر بکشد .  